# 森勉 (牧師)
森 勉（英語: Mori Tsutomu）は、日本の牧師（日本福音ルーテル教会）である。1931年10月福岡県大牟田市にて生を受け、2016年9月に召天。享年84歳であった。

## 存在の痕跡
本人の書籍・論文等の文章はなく、また、牧師故にその功績は、公に公表されていないため脚注を明記する材料がない。そのため、偲ぶ会や没後1年の記念会等の資料から構成している。

　本人の想いは、広島教会入口にある仕切りの裏にラテン語の言葉≪メメント　モリ≫と残している。これは、「死(モリ)を覚えよ　死(モリ)を忘れることなかれ」という言葉である。自分の存在の記録を残すことがなかった森勉の唯一の痕跡と言える。

## 牧師（日本福音ルーテル教会）略歴
1931年10月26日　大牟田市にて誕生

1936年　父親の仕事の関係で朝鮮黄海道海州府に家族で移住

1945年　終戦とともに朝鮮から帰国。熊本県玉名市にて高校時代まで過ごす

1950年4月5日　ルーテル大牟田教会にて受洗。九州学院英語専攻科入学

1951年　日本ルーテル神学校入学

1956年4月　柳井教会赴任。牧師按手は2年後

1960年4月　ルーテル天王寺教会赴任

1968年4月　ルーテル神水教会赴任

1972年5月　日本福音ルーテル教会事務局に赴任。広報主事・事務局長を担当

1980年4月　ルーテル京都教会赴任、日本福音ルーテル教会総会議長4年在任

1988年4月　ルーテル広島教会赴任

1997年3月　65歳にて牧師引退

○結婚式場で結婚式等の牧師として働く

2001年4月　聖母愛児園施設長に就任

2008年3月　聖母愛児園退職、広島に戻る

2014年6月　肺結核治療のため入院

2014年9月　退院

2016年8月15日　体調不良のため入院

2016年9月16日　肺がんのため召天、享年84歳

## 教会建築事業
1960(昭和35)年　柳井教会建築事業

1967(昭和42)年　天王寺教会建築事業

1980(昭和55)年　京都教会建築事業

1988(昭和63)年　広島会館建築事業

　日本福音ルーテル広島教会では、美術家の望月通陽(みちあき)に内装デザインを依頼、彼の作品がミュージアムの様にちりばめられている。曲線による柔らかい雰囲気のブロンズの十字架、子羊を背負うキリストの像（外部）にキリスト教への想いを感じ取ることができる。

## 社会福祉事業略歴
1971(昭和46)年4月　社福)基督教児童福祉会広安愛児園（創立者 モード・パウラス）理事長就任 (40歳)

1990(平成2)年10月　広安愛児園全面改築工事起工式

1991(平成3)年7月　広安愛児園全面改築工事完了。

2000(平成12)年　社福)聖母会理事長が、社福)基督教児童福祉会広安愛児園へ来訪

2001(平成13)年4月　情緒障害児短期治療施設こどもL.E.C.センター開設。

2001(平成13)年　森勉が、理事長を降板し、聖母愛児園施設長に就任。

2001(平成13)年4月　分園型自活訓練事業開始 （本郷ホーム定員6名）

2001(平成13)年8月　法人名称を社会福祉法人キリスト教児童福祉会へ変更

2004(平成14)年10月　分園型自活訓練事業から地域小規模児童養護施設認可へ

2003(平成15)年　児童棟を一部改装。居室を大部屋から2～3人部屋とした。

2005(平成17)年10月　社福)聖母会より聖母愛児園を引き継ぐ。法人移管完了

2007(平成19)年11月  聖母愛児園改築工事着工

2008(平成20)年3月　森勉施設長退職(76歳)

2010(平成22)年8月6日　改築工事竣工

2014(平成26)年9月2日　キリスト教児童福祉会理事を退く

2016(平成28)年9月16日　召天　享年84歳

　京都メグミ幼児園の園長・理事長では、礼拝堂・牧師館の新築や幼稚園の閉園、保育所の移転。学校法人広島ルーテル学園理事長では、教会・幼稚園の移転新築。財団法人ルーテル会ルーテル保育所理事長と歴任している。森勉は、教育・福祉共に子どもに関わる仕事を請けていると同時に複数箇所の建築事業を担った。

## 語録
教会週報　1995年1月1日

　我々一人一人は、ザイン・ツム・トートゥ （死に至る存在）でなく、ザイン・ツム・レーベン （永遠のいのちに至る存在）であることを確信させられる歩みがしたいものだ。
教会週報　1996年6月23日

　もし自分を言い表すことがあれば、煩悩のある者、煩人と言うだろう。108の煩悩から84,000の煩悩があると言われるのだから、私のなかには煩悩が渦を巻いている。そういう意味で凡人ではなく煩人である。この煩悩が絶てなくて人は苦しんでいるのだから。除夜の鐘も108回鳴らして煩悩を払い落とすというなら、84,000もの煩悩を （業とも言う）落とすためには700年以上かかるものである。人間の煩悩は自分で落とそうと思って落ちるものではないことを教えている。 （中略）

　イエス様の十字架の死は、煩悩や罪や咎などをすべて負ってくださったのである。そのイエス様に感謝するのが、信仰であり礼拝である。僕は凡人ではなく、煩悩の人・煩人でよかった。イエス様に助けられたから。

聖母愛児園施設長に就任したとき。2001年4月

　私たちは、神を父とし、聖母マリア様を母とし、み子キリストを長兄（一番上の兄）とする神の家族です。互いに愛し合うというのは、聖母愛児園で家族的な関係を作りあげるということです。『愛』と言う言葉は名詞でなく動詞と捉えなくてはなりません。実際の生活の中で努力するということです。英語で愛は「LOVE」です。L はlisten のL で「よく聴く」こと、O はopen heart のO で「心を開くこと」、V はvoice のV で「言葉に出すこと」、E はeating のE で「食べること」を意味しています。日常生活のなかでこれが生きて働くとき、愛が生かされるのです。

聖母愛児園を語る 2003年6月8日

　職員たちに、「10回起こしても起きなかったら11回言ってごらん」「20回言ったら21回言ってごらん」と言うのです。限りがないのです。「どこまで待てますか？」と「どこまで待てばいいのですか？」と職員たちは聞くのです。だから「死ぬまで待ってください」「あなたの忍耐は死ぬまでできるかな？」と言うのです。「誰がですか？」と言われて「あなたが」とこちらが言うと「わっ、わたしなんかそういう仕事をしにここに来たのではありません」と言う、そういう職員たちを励ましながら取り組んでいるのです。

　とにかく子供を理解するということは、アンダースタンド （under-stand）ということは子供と同じ地平に立つこと、上に立って何か言うことではない、子供は何を考えているのか、何を言おうとしているのか、そのことをよく考えてごらんなさい、というふうなことを言っておりますが、まあこれも大変な仕事だなあと思いつつ、ぼくはいつも先生たちに感謝していますよ、拝んでいますよと言っております。

聖母愛児園65周年記念式の祝辞2010年9月18日

　聖母愛児園のモットーは、私たちは新しい神の家族であります。園に迎える子どもたちも、園の職員、ひとりひとりも子どもを迎える立場ですが、家族となれるよう、子どもひとりひとりに寄り添って、簡単な事でないけれど家族になると言うことは、職員の側も、子どもの側も大変な努力、大変な自分との闘いが必要です。その闘いはひとりで闘うのではありません。相手の子どもも自分以上に闘っているのです。それに気づいてやれる感受性を育てて下さい。新しく入園する子どもたち、新しく就職する職員たち、児童養護施設は家族になるための常在戦場です。自分が自分自身との闘いの場です。 （中略）

　児童養護施設という職場は、そのような人生の学校、道場です。元気を出して、元気!!、元気!!、元気!!とかけ声を!!

間に合うことが愛

　児童心理療育施設創設、カトリック系法人からルーテル系法人への財産移管手続き、児童養護施設改築事業の際の実務担当者に何度も伝えていたのが「間に合うことが愛」だった。資料提出や会議日時、待ち合わせなど、約束は必ず守るようにすることで事業がスムーズに進捗していくことへの教訓であり、それは、相手のことを思っての行動であり、そこに「愛」があると伝えていた。特に自治体との取引については、短期間での資料提出を求められることもあり、実務担当者は「間に合うことが愛」を忠実に守っていた。

「心配センデヨカ」熊本弁の口癖

　1975年、日本福音ルーテル教会(JELC)は、海外教会からの財的支援を断り自立した。森勉は、1976年、広報室長、書記、事務局長と歴任。4年後の1980年に総会議長に選任された。その間、神学教育や会堂の老朽化対策、開拓支援などでは資金不足が懸念され、収益事業を起こすこととなった。その事業が市ヶ谷センター、ホテル・ザ・ルーテル、女子学生会館カテリーナである。当時「伝道し、奉仕する神の民」というスローガンを立て、宣教の自立とした。

　森勉は、トボケの森と評され飄々とした本質は懐深く、「ヨカ、ヨカ」「心配センデヨカ」と人々を安心させる包容力があった。